# Zambo

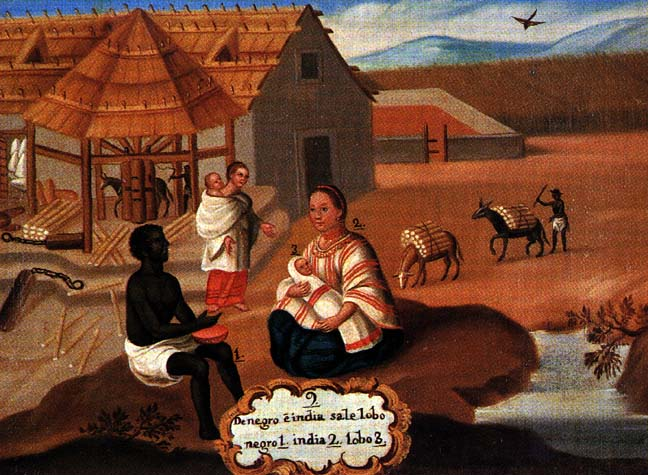
Representació de «zambos» durant el període colonial a l'Amèrica Llatina.

Zambo és la denominació (original d'Hondures, Nicaragua, Guatemala i Belize) que rep l'individu nascut del mestissatge d'un negre amb una ameríndia o viceversa.
Els europeus van categoritzar, de manera una mica arbitrària, als grups humans presents en el període colonial americà com blancs, indis i negres, i els seus encreuaments com mestís, mulat i zambo, per virtut dels trets racials.

## Història

### Aspectes demogràfics
En diverses regions d'Amèrica els canvis demogràfics van ser dràstics després del 1542 i, més tard, a causa del comerç d'esclaus (pràctica comuna en temps del Renaixement a Europa), es va propiciar que en algunes regions considerades colònies es trobessin persones de cultures i característiques genètiques diferents; aquesta interacció social aviat va acabar en unions entre persones de diferents «races».
Sota el sistema de castes existent a l'Amèrica hispana el terme zambo originalment s'aplicava als fills d'una persona africana i una ameríndia, o als fills de dos zambos. Durant aquest període existien altres termes que denotaven el percentatge més o menys dels zambos: és el cas del terme «cambujo», que es referia als descendents d'un zambo i un amerindi. Actualment, zambo es fa servir per fer referència a totes les persones amb una quantitat significativa d'ancestres africans i amerindis.
Aquest mestissatge és molt freqüent al Brasil (particularment a Pará, Amapá, Bahia i Maranhão), la regió costanera de l'Equador (Guayas, Esmeraldas, Santa Elena, Manabí), Colòmbia, Panamà, alguns estats del sud de Mèxic, i la costa del Carib de l'Amèrica Central, on grups específics són coneguts com a garífunes o misquits.
A Xile, l'Argentina i l'Uruguai la quantitat d'elements que podrien considerar-se zambos purs és molt baixa, ja que la majoria ha desaparegut en produir-se el mestissatge amb indígenes, amb blancs o amb mestissos, però, en els estrats socials baixos és freqüent trobar gent amb trets tipus zambo. A l'Argentina la població zamba es va concentrar principalment a la província de Buenos Aires i a Santiago del Estero, on es trobava l'escassa població negra, i a Xile els zambos es van concentrar a la regió d'Atacama, on van radicar els pocs negres que vivien a Xile, que vivien principalment a la zona central de Xile i que amb la supressió de l'esclavitud, cap a l'any 1820, van emigrar cap al nord a la recerca de millors perspectives econòmiques, ja que en ser lliures van deixar de ser atractius per als hisendats i terratinents, ja que el fet que els negres fossin lliures significava que calia pagar-los, augmentant els costos de producció, situació que els hisendats i terratinents de la zona central no podien permetre's, considerant que, a conseqüència de la Guerra d'Independència, l'economia xilena estava gairebé destruïda, i l'agricultura en ruïnes. Tot això va significar que una gran massa de negres lliberts quedés desocupat, i, d'aquesta massa, molts van emigrar al nord, on a més del clima benigne, l'incipient negoci miner estava àvid de mà d'obra, forta i de baix cost. Aquesta massa emigrada al nord es va barrejar amb els indígenes locals, de les unions va sorgir una quantitat important de zambos. És important assenyalar que durant la colònia, la zona d'Atacama-Copiapó era una de les zones xilenes amb índexs més baixos de població, i dins d'aquesta escassetat era encara més escassa la presència blanca espanyola, per això, avui dia és molt fàcil veure a la ciutat de Copiapó persones amb trets zambos, resultat de la fusió afroindígena.
Al Pacífic de Costa Rica hi ha una considerable població mestissa de negres i amerindis, si bé el component negre sembla menys important, i existeix a més una certa barreja espanyola.
Els amerindis, en la seva major part, també assetjats pels colonitzadors europeus, van ser comprensius amb els esclaus escapats, als que van proporcionar recer i aliment, i les filles van ser preses com esposes pels indígenes.
Igual que durant el període esclavista dels Estats Units, hi ha casos en la història llatinoamericana d'africans i amerindis units, formant assentaments per defensar-se davant dels colons europeus i dels esclavistes. Així, a l'Amèrica Llatina hi ha diverses mostres d'aquests assentaments conjunts d'africans i amerindis (anomenats quilombos), com és el cas del quilombo de Palmares, al Brasil, que durant el seu període de major apogeu va arribar a tenir una població de 30.000 habitants. La paraula zambo ha estat utilitzada posteriorment amb una forta connotació racista per referir-se a tot descendent d'africans.

### Actualitat
Al Panamà es troba el major percentatge de població zamba del món (14%). Actualment, els zambos representen un grup considerable en països del nord-oest d'Amèrica del Sud, com la costa del Pacífic de Colòmbia i de l'Equador. Un petit però ressenyable nombre de zambos és resultat de recents unions entre dones ameríndies i homes descendents d'africans. Al Brasil les comunitats existents (sobretot a la zona nord-occidental del país) s'anomenen cafuzos.
A Hondures són coneguts com a garífunes, l'origen i la història estan deslligats dels zambos que habiten altres països del Carib i d'Amèrica Central (República Dominicana, Belize i Nicaragua).
A Mèxic són coneguts com a llops, dels quals la major part han estat absorbits per l'àmplia població mestissa del país, de manera que només es troben actualment en petites poblacions en els estats costaners del sud, com Guerrero, Oaxaca, Campeche i Yucatán. Culturalment els llops han seguit les tradicions africanes, però aquest grup racial és molt reduït en l'actualitat comparat a períodes colonials del virregnat de Nova Espanya.

## Racisme i discriminació
Les poblacions d'ancestres africans i amerindis han estat generalment marginades i discriminades.
L'any 1998, quan l'Huracà Mitch va afectar la costa d'Hondures, les poblacions garífunes van ser les més perjudicades, ja que van ser virtualment ignorades pel govern.
Al maig de l'any 2005 el llavors senador nord-americà (actual president dels Estats Units) Barack Obama va reflectir en un discurs la difícil situació que presenten les poblacions d'ancestres africans i amerindis.